# ジアミノピメリン酸エピメラーゼ
ジアミノピメリン酸エピメラーゼ(Diaminopimelate epimerase、EC 5.1.1.7)は、以下の化学反応を触媒する酵素である。
LL-2,6-ジアミノピメリン酸{\displaystyle \rightleftharpoons }メソ-ジアミノピメリン酸
従って、この酵素の基質はLL-2,6-ジアミノピメリン酸のみ、生成物はメソ-ジアミノピメリン酸のみである。
この酵素は、異性化酵素、特にアミノ酸やその誘導体に作用するラセマーゼまたはエピメラーゼに分類される。系統名は、LL-2,6-ジアミノピメリン酸 2-エピメラーゼである。この酵素は、リシンの生合成に関与している。

## 背景
細菌、植物、菌は、アスパラギン酸経路として知られる一連の反応によって、アスパラギン酸からリシン、トレオニン、メチオニン、イソロイシンの4つのアミノ酸を作っている。さらに、これらの反応により、グラム陰性菌の細胞壁の生合成に必要なジアミノピメリン酸やグラム陽性菌の胞子形成に関与するジピコリン酸等のいくつかの重要な代謝中間体が形成される。動物はこの経路を持っておらず、そのためこれらの必須アミノ酸を食物から得なければならない。この経路の研究は、重要な作物でのこれらの必須アミノ酸の生産の増加に繋がり、栄養価を高めることになる。さらに、動物にはこの酵素が存在しないため、その阻害剤は抗菌剤や除草剤としての有力な候補となる。
アスパラギン酸経路のリシン/ジアミノピメリン酸経路は、それ自体もグラム陰性菌の細胞壁の重要な構成成分となる中間体のメソ-ジアミノピメリン酸から必須アミノ酸のリシンを生成する。アスパラギン酸-セミアルデヒドからのジヒドロピコリン酸の生成は、リシン/ジアミノピメリン酸経路の流れを制御する。この経路には、3つの種類が存在し、ジヒドロピコリン酸の還元で生成するテトラヒドロピコリン酸がメソ-ジアミノピメリン酸にどのように代謝されるかが異なる。古細菌と細菌で最も多く見られる種類では、主にスクシニル中間体を用い、バシラス属のみで見られる2つめの種類では、主にアセチル中間体が用いられる。いくつかのグラム陽性菌で見られる3つめの種類では、脱水素酵素がテトラヒドロピコリン酸を直接メソ-ジアミノピメリン酸に変換する。どの種類でも、メソ-ジアミノピメリン酸は次に脱炭酸酵素によってリシンに変換されるか、またはグラム陰性菌では、細胞壁に同化する。現在は未知であるが、植物にはこの経路の4つめの種類が存在するという証拠がある。
ジアミノピメリン酸エピメラーゼは、アスパラギン酸からリシンを生成する生合成経路で、L,L-ジアミノピメリン酸のメソ-ジアミノピメリン酸への異性化を触媒する。PLP非依存アミノ酸ラセマーゼに分類される。この酵素は約30kDaの単量体であり、構造は相同であるが配列の類似性はほとんどない2つのドメインから構成される。それぞれのドメインは、中央のヘリックスの周りでβシートが折り畳まれてバレルを形成する構造を持っている。活性中心の溝は、両ドメインによって構成され、触媒反応で酸と塩基として働くと考えられる保存された2つのシステイン残基を含む。グルタミン酸ラセマーゼ等の他のPLP非依存アミノ酸ラセマーゼは、似たような構造や触媒機構を持つ。

## 構造
2007年末時点で、この種類の酵素の4つの三次構造が解かれている。蛋白質構造データバンクのコードは、1BWZ、1GQZ、2GKE、2GKJである。

## 関連文献
- ANTIA M, HOARE DS, WORK E (1957). “The stereoisomers of α∈-diaminopimelic acid. 3. Properties and distribution of diaminopimelic acid racemase, an enzyme causing interconversion of the ll and meso isomers”. Biochem. J. 65 (3):  448–59. PMC 1199896. PMID 13412646.